# Giacomo Luigi Sobieski
Giacomo Luigi Sobieski (in polacco Jakub Ludwik Henryk Sobieski; Parigi, 2 novembre 1667 – Žovkva, 19 dicembre 1737) era il primogenito del re Giovanni III Sobieski (1624 – 1696) e della nobildonna francese Marie Casimire Louise de la Grange d'Arquien (1641 – 1716).

## Biografia
Giacomo Luigi Sobieski nacque il 2 novembre 1667 a Parigi in Francia. Gli furono imposti i nomi in onore di suo nonno Jakub, il suo padrino, re Luigi XIV di Francia (Ludwik), e l'esiliata regina Enrichetta Maria d'Inghilterra (Henryk), sua madrina. Nel 1683, il sedicenne principe combatté accanto a suo padre nella battaglia contro i turchi che assediavano Vienna. Giacomo Luigi fu nominato membro dell'Ordine del Toson d'oro.

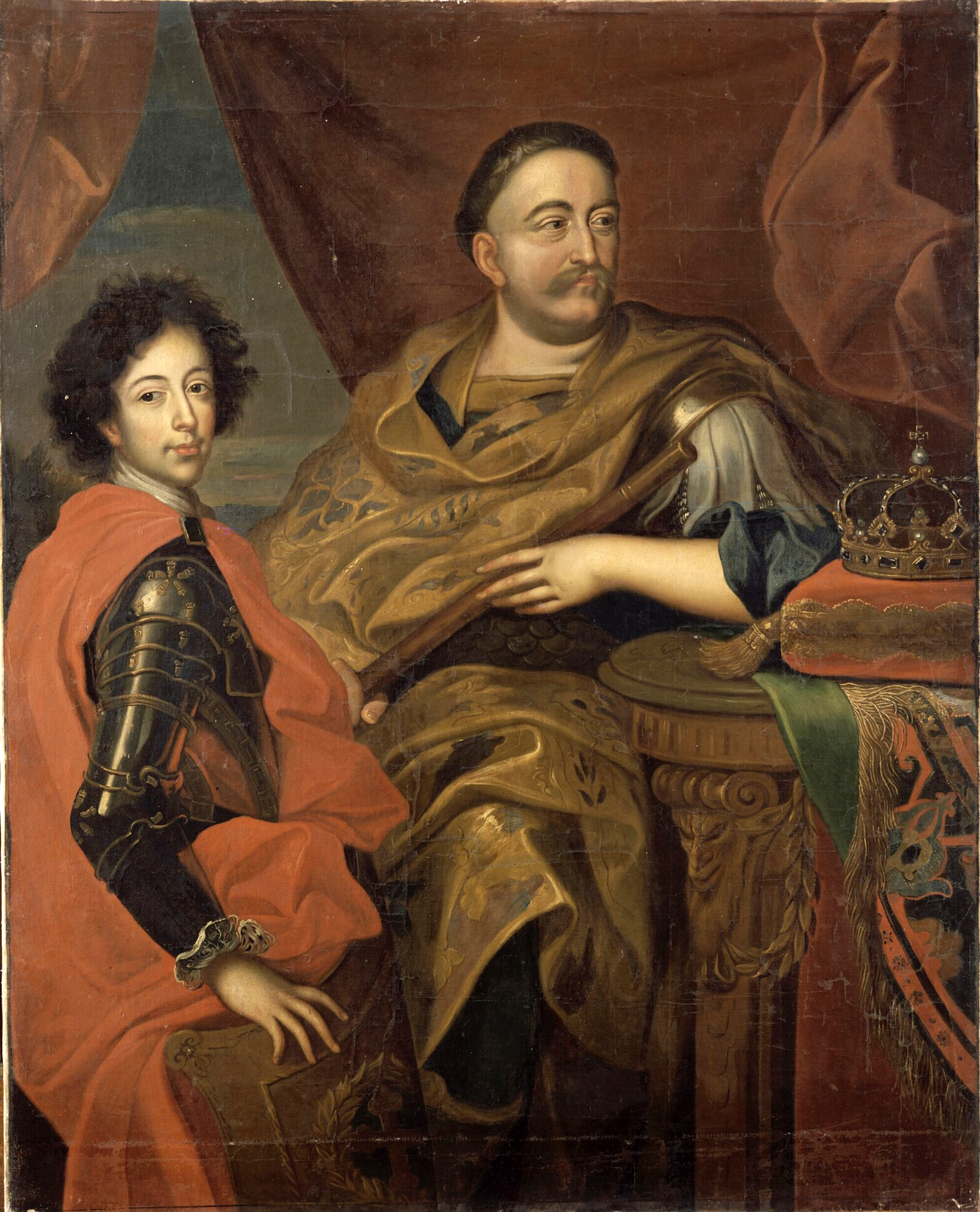
Ritratto di Giacomo Luigi Sobieski con suo padre

Il 25 marzo 1691, Giacomo Luigi sposò Edvige Elisabetta Amalia di Neuburg (1673–1722), la figlia dell'elettore palatino Filippo Guglielmo. Ebbero cinque figli, due dei quali avrebbero avuto progenie. Come parte della dote della moglie, riceve il Principato di Oława.
Alla morte del padre di Giacomo Luigi, Giovanni III, rimasero non meno di diciotto candidati per il trono polacco vacante. Rivalità di famiglia impedirono l'elezione di Giacomo Luigi Sobieski, anche se l'Austria sosteneva la sua candidatura. La stessa madre di Giacomo Luigi Sobieski, Marie Casimire, favoriva suo genero, Massimiliano II Emanuele, Elettore di Baviera. Il potente Re Luigi XIV di Francia appoggiava Francesco Luigi, Principe di Conti (1664–1709).
Alla fine, Federico Augusto, elettore di Sassonia, che rinunciò al luteranesimo e si convertì cattolicesimo per poter beneficiare, fu incoronato come Augusto II di Polonia il 1º settembre 1697. Era la prima volta che il figlio di un monarca defunto non veniva eletto a succedergli, l'erede del re precedente era stato escluso dal trono con la forza militare, e un tedesco diveniva re (che andava contro una tradizione di evitare l'egemonia tedesca).
Il primo atto di Augusto II come re fu di espellere principe di Conti dal paese.
Nel 1704 Giacomo Luigi Sobieski e suo fratello Alessandro furono sequestrati dalle truppe di Augusto II e imprigionati. Rimasero in carcere per due anni prima di essere rilasciati.
Giacomo Luigi Sobieski morì per un ictus il 19 dicembre 1737 a Žovkva in Polonia (attuale Ucraina) e fu sepolto lì. Sua figlia Maria Carolina, ereditò i suoi vasti possedimenti terrieri che includevano 11 città e 140 villaggi.

## Figli
Dal matrimonio con Edvige del Palatinato-Neuburg, nacquero 5 figlie:
- Maria Leopoldina (1693 – 1695);
- Maria Casimira (1695 – 1723), nel 1718 furono formulati i capitoli matrimoniali con Francesco Maria d'Este (all'epoca principe ereditario del Ducato di Modena e Reggio); l'accordo tuttavia saltò. Si ritirò a vita monastica[1].
- Maria Carolina (1697 – 1740), che sposò nel 1723 Frédéric Maurice Casimir de La Tour d'Auvergne e poi il di lui fratello Charles Godefroy, duca di Bouillon;[2]
- Maria Clementina (1702 – 1735), che sposò il principe Giacomo Edoardo Stuart, detto il Vecchio Pretendente, capo dei giacobiti, e figlio di Giacomo II d'Inghilterra.
- Maria Maddalena (1704).

### Ritratti

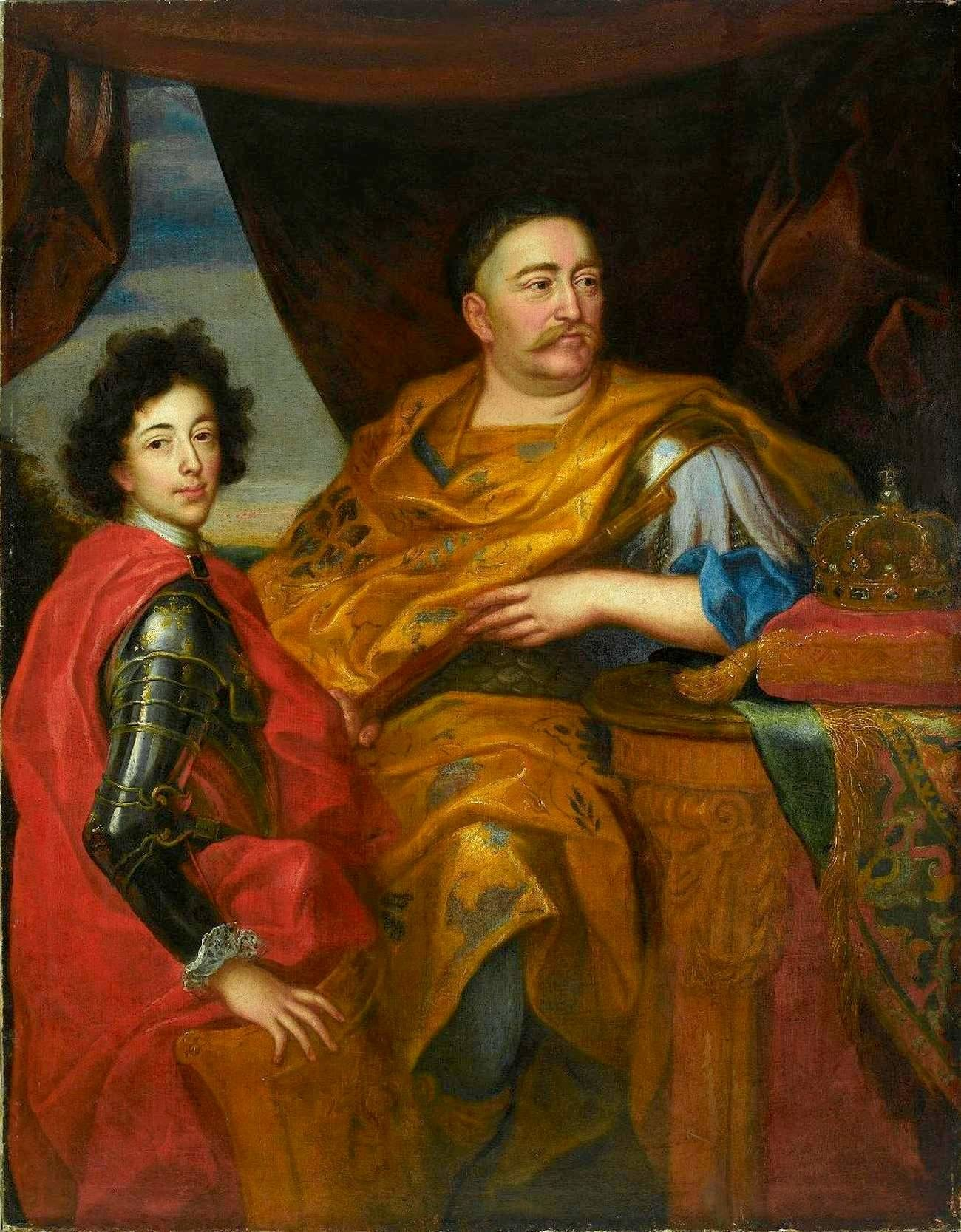
Giacomo Luigi con il padre, il re Giacomo III Sobieski.
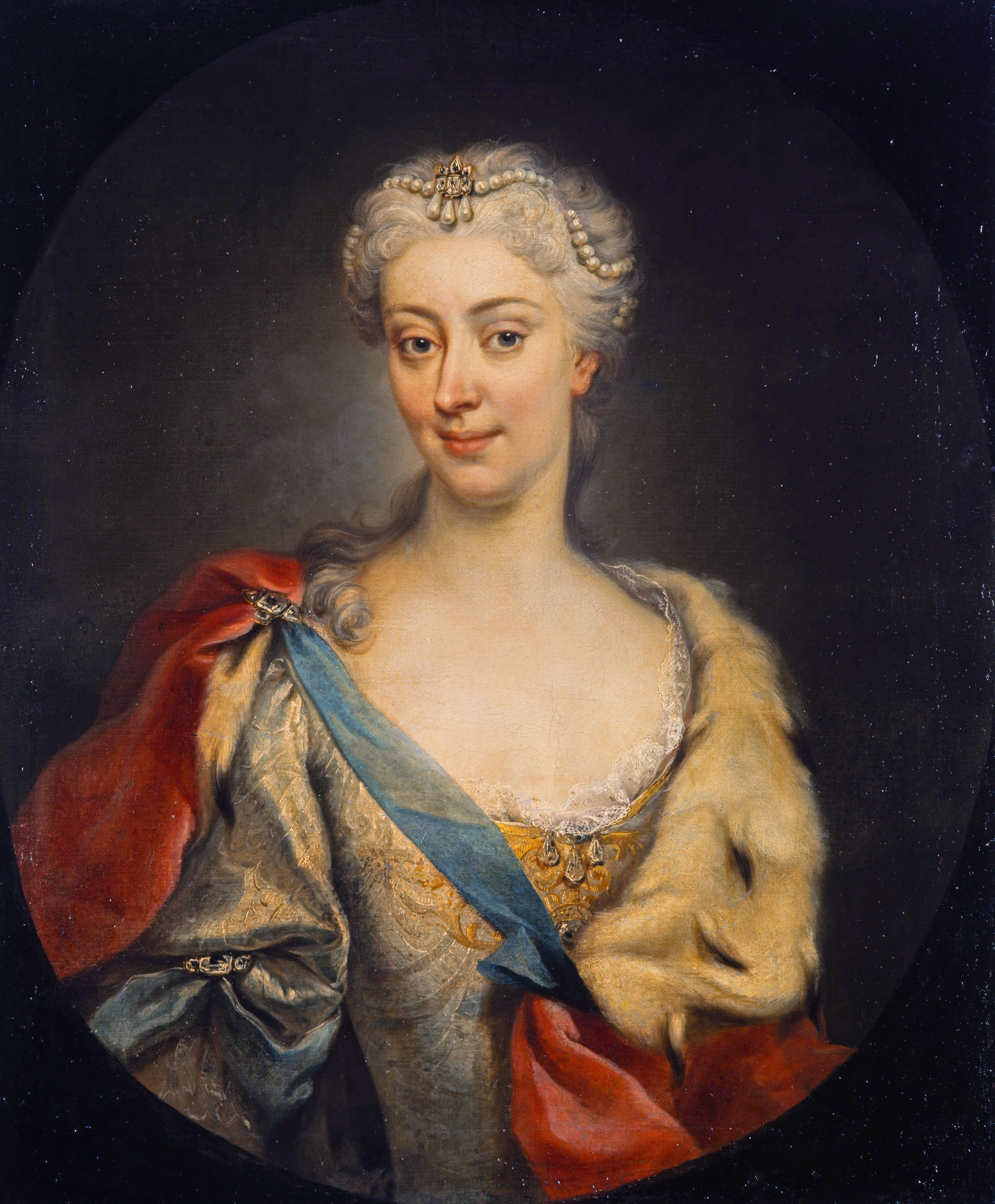
Maria Clementina, figlia di Giacomo Luigi, che sposò Giacomo Edoardo Stuart
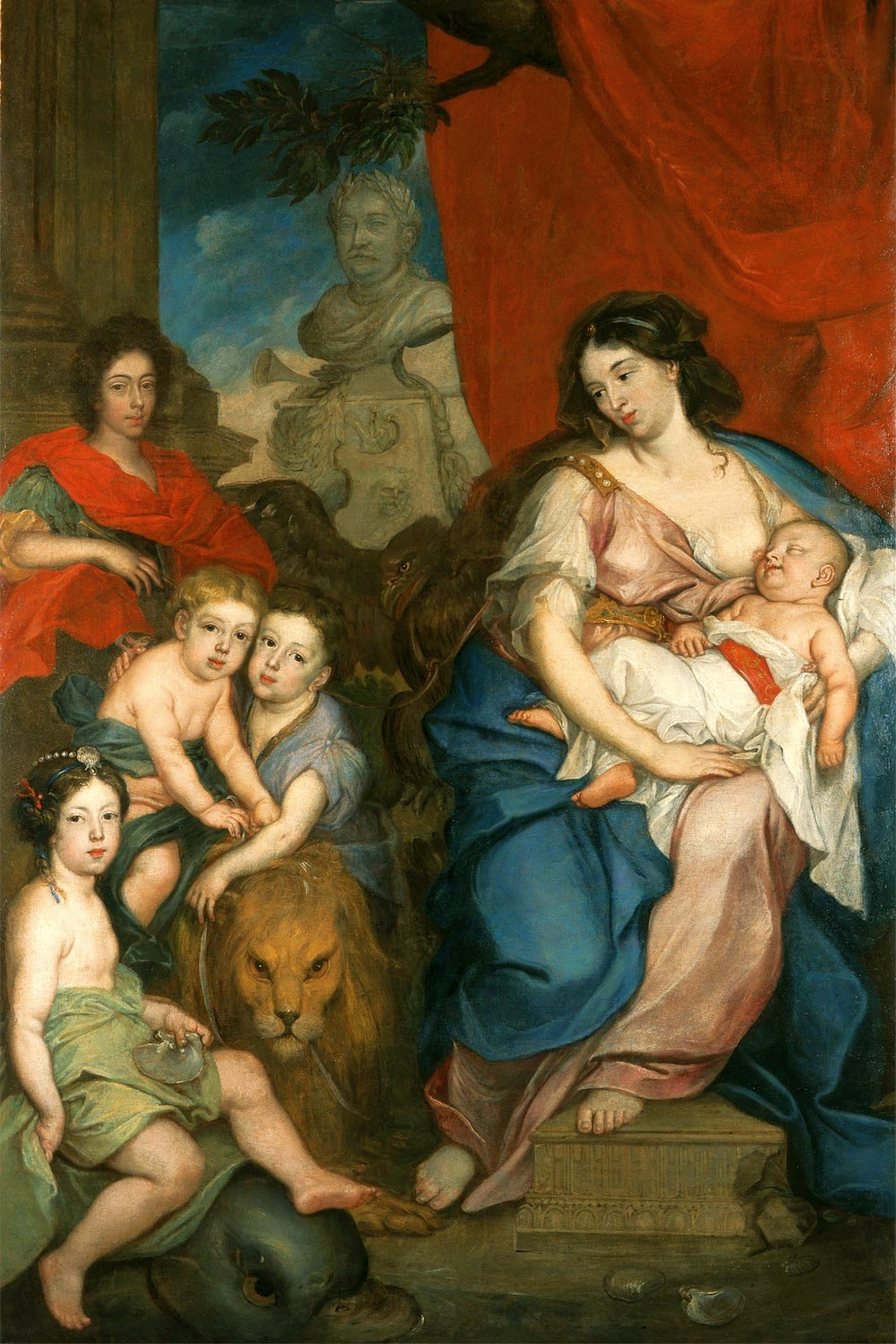
La regina Maria Casimira coi figli: Giacomo Luigi è il primo da sinistra in fondo.
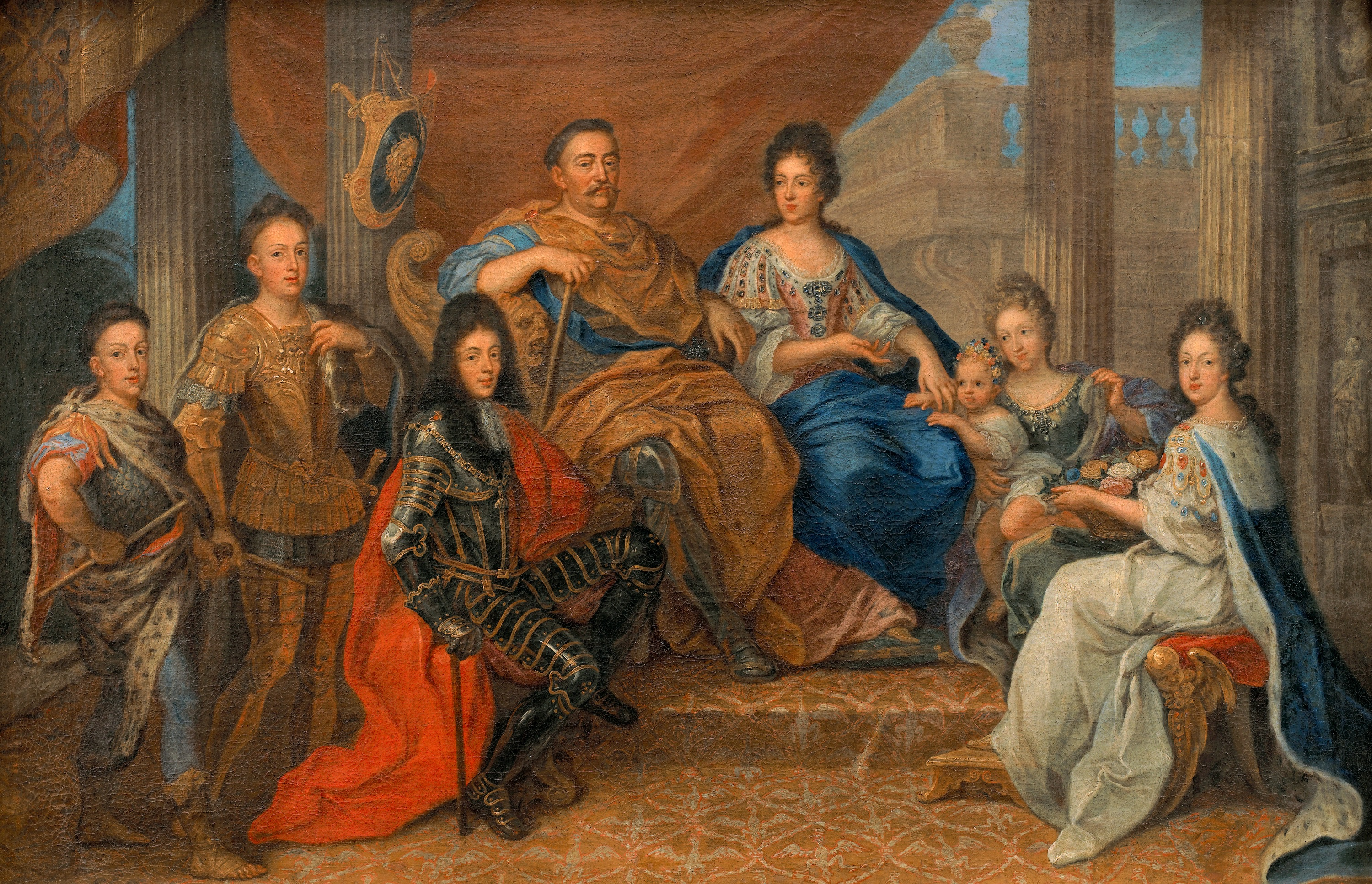
Giovanni III Sobieski con la propria famiglia: Giacomo Luigi è accanto al padre
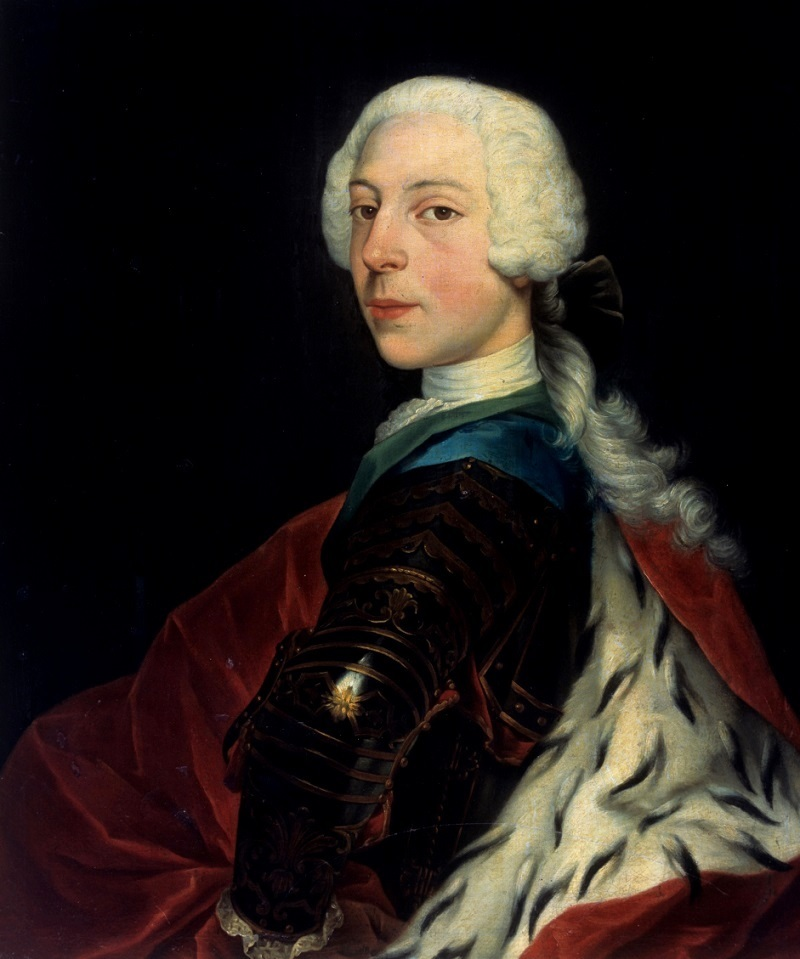
Giacomo Luigi ritratto in giovane età

## Ascendenza
|                                                               |                                          |                                                | Genitori                                       |  |  | Nonni |  |  | Bisnonni                                        |  |  | Trisnonni    |  |
|                                                               |                                          |                                                |                                                |  |  |       |  |  | Marek Sobieski, voivoda e castellano di Lublino |  |  | Jan Sobieski |  |
|                                                               |                                          |                                                |                                                |  |  |       |  |  | Marek Sobieski, voivoda e castellano di Lublino |  |  | Jan Sobieski |  |
|                                                               |                                          | Katarzyna Zofia Gdeszyńska                     |                                                |  |  |       |  |  | Marek Sobieski, voivoda e castellano di Lublino |  |  |              |  |
| Jakub Sobieski, voivoda di Belsk, castellano di Cracovia      |                                          |                                                |                                                |  |  |       |  |  | Marek Sobieski, voivoda e castellano di Lublino |  |  |              |  |
|                                                               |                                          | Jadwiga Snopkowska                             | Jakub Snopkowski                               |  |  |       |  |  |                                                 |  |  |              |  |
|                                                               |                                          | Jadwiga Snopkowska                             | Jakub Snopkowski                               |  |  |       |  |  |                                                 |  |  |              |  |
|                                                               |                                          | Jadwiga Snopkowska                             | Jadwiga Herburtowna                            |  |  |       |  |  |                                                 |  |  |              |  |
| Jan III Sobieski, re di Polonia                               |                                          | Jadwiga Snopkowska                             |                                                |  |  |       |  |  |                                                 |  |  |              |  |
|                                                               |                                          | Jan Daniłowicz                                 | Stanisław Daniłowicz                           |  |  |       |  |  |                                                 |  |  |              |  |
|                                                               |                                          | Jan Daniłowicz                                 | Stanisław Daniłowicz                           |  |  |       |  |  |                                                 |  |  |              |  |
|                                                               |                                          | Jan Daniłowicz                                 | Katarzyna Tarło                                |  |  |       |  |  |                                                 |  |  |              |  |
| Theophila Zofia Danilowiczówna, erede di Zhovka               |                                          | Jan Daniłowicz                                 |                                                |  |  |       |  |  |                                                 |  |  |              |  |
|                                                               |                                          | Zofia Żółkiewska                               | Stanisław Żółkiewski                           |  |  |       |  |  |                                                 |  |  |              |  |
|                                                               |                                          | Zofia Żółkiewska                               | Stanisław Żółkiewski                           |  |  |       |  |  |                                                 |  |  |              |  |
|                                                               |                                          | Zofia Żółkiewska                               | Regina Herburtowna                             |  |  |       |  |  |                                                 |  |  |              |  |
| Jakub Ludwik Sobieski, principe di Oława                      |                                          | Zofia Żółkiewska                               |                                                |  |  |       |  |  |                                                 |  |  |              |  |
|                                                               | Antoine de La Grange, marchese d'Arquien | Charles de La Grange, signore di Montigny      |                                                |  |  |       |  |  |                                                 |  |  |              |  |
|                                                               | Antoine de La Grange, marchese d'Arquien | Charles de La Grange, signore di Montigny      |                                                |  |  |       |  |  |                                                 |  |  |              |  |
|                                                               | Antoine de La Grange, marchese d'Arquien | Louise de Rochechouart, signora di Boiteaux    |                                                |  |  |       |  |  |                                                 |  |  |              |  |
| Henri Albert de La Grange, marchese d'Arquien (poi cardinale) | Antoine de La Grange, marchese d'Arquien |                                                |                                                |  |  |       |  |  |                                                 |  |  |              |  |
|                                                               |                                          | Anne d'Ancienville                             | Louis d'Ancienville, visconte di Souille       |  |  |       |  |  |                                                 |  |  |              |  |
|                                                               |                                          | Anne d'Ancienville                             | Louis d'Ancienville, visconte di Souille       |  |  |       |  |  |                                                 |  |  |              |  |
|                                                               |                                          | Anne d'Ancienville                             | Françoise de la Platiere, baronessa d'Espeisse |  |  |       |  |  |                                                 |  |  |              |  |
| Marie-Casimire-Louise de la Grange d'Arquien                  |                                          | Anne d'Ancienville                             |                                                |  |  |       |  |  |                                                 |  |  |              |  |
|                                                               |                                          | Baptiste de La Châtre, signore di Breuillebaut | Jean de La Châtre, signore di Breuillebaut     |  |  |       |  |  |                                                 |  |  |              |  |
|                                                               |                                          | Baptiste de La Châtre, signore di Breuillebaut | Jean de La Châtre, signore di Breuillebaut     |  |  |       |  |  |                                                 |  |  |              |  |
|                                                               |                                          | Baptiste de La Châtre, signore di Breuillebaut | Madelene de Cluys                              |  |  |       |  |  |                                                 |  |  |              |  |
| Françoise de La Châtre                                        |                                          | Baptiste de La Châtre, signore di Breuillebaut |                                                |  |  |       |  |  |                                                 |  |  |              |  |
|                                                               |                                          | Gabrielle Lamy                                 | Bonaventure Lamy, signore di Loury             |  |  |       |  |  |                                                 |  |  |              |  |
|                                                               |                                          | Gabrielle Lamy                                 | Bonaventure Lamy, signore di Loury             |  |  |       |  |  |                                                 |  |  |              |  |
|                                                               |                                          | Gabrielle Lamy                                 | Louise de La Marche                            |  |  |       |  |  |                                                 |  |  |              |  |
|                                                               |                                          | Gabrielle Lamy                                 |                                                |  |  |       |  |  |                                                 |  |  |              |  |